# Poemenia brachyura
Poemenia brachyura är en stekelart som beskrevs av Holmgren 1860. Poemenia brachyura ingår i släktet Poemenia och familjen brokparasitsteklar. Arten är reproducerande i Sverige. Inga underarter finns listade i Catalogue of Life.